# Eleições autárquicas de 2017 em Setúbal
As eleições autárquicas de 2017 serviram para eleger os membros dos diferentes órgãos do poder local no Concelho de Setúbal.
A Coligação Democrática Unitária, que apoiava Maria das Dores Meira à presidência da autarquia, cargo que ocupa desde 2005, obteve uma vitória folgada, alcançando cerca de 50% dos votos e ampliando maioria absoluta que já detinha ao conquistar mais um vereador em relação a 2013, ficando agora com 7 vereadores.
O Partido Socialista, que apoiou Fernando Paulino, apesar de ter partido com grandes expectativas, conseguiu ter um resultado pior que o de 2013, perdendo, inclusivamente, um vereador, ficando-se pelos 21,8% dos votos e 3 vereadores.
Por fim, o Partido Social Democrata obteve 10,9% dos votos, ficando-se por 1 vereador, enquanto que o Bloco de Esquerda e o CDS - Partido Popular não conseguiram eleger qualquer vereador.

## Listas e Candidatos
| Lista | Lista                                           | Candidato                   |
| ----- | ----------------------------------------------- | --------------------------- |
|       | Coligação Democrática Unitária                  | Maria das Dores Meira       |
|       | Partido Socialista                              | Fernando Paulino            |
|       | Partido Social Democrata                        | Nuno Carvalho               |
|       | Bloco de Esquerda                               | Sandra Cunha                |
|       | CDS – Partido Popular                           | Ana Clara Birrento          |
|       | Pessoas–Animais–Natureza                        | Luís Humberto Teixeira      |
|       | Partido Comunista dos Trabalhadores Portugueses | Fernando Firmino            |
|       | Partido Trabalhista Português                   | Sandra Isabel da Encarnação |

## Resultados Oficiais
Os resultados para os diferentes órgãos do poder local no Concelho de Setúbal foram os seguintes:

## Mapa

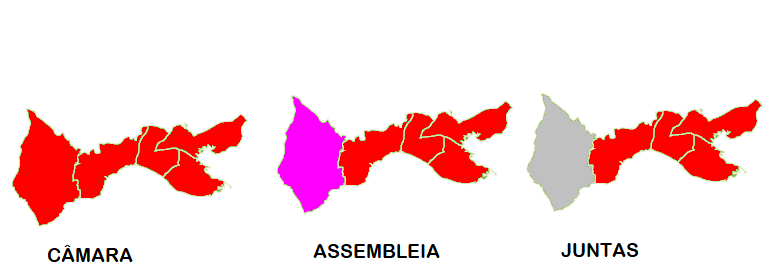
Partido mais votado por Freguesia

### Câmara Municipal
| Partido                 | Partido                        | Votos   | %               | +/-  | Vereadores | +/-     |
| ----------------------- | ------------------------------ | ------- | --------------- | ---- | ---------- | ------- |
|                         | Coligação Democrática Unitária | 22 429  | 49,95 / 100,00  | 8,02 | 7 / 11     | 1       |
|                         | Partido Socialista             | 9 777   | 21,78 / 100,00  | 4,63 | 3 / 11     | 1       |
|                         | Partido Social Democrata       | 4 910   | 10,94 / 100,00  | -    | 1 / 11     | -       |
|                         | Bloco de Esquerda              | 2 354   | 5,24 / 100,00   | 0,42 | 0 / 11     | Estável |
|                         | CDS – Partido Popular          | 1 437   | 3,20 / 100,00   | -    | 0 / 11     | -       |
|                         | Pessoas–Animais–Natureza       | 1 286   | 2,86 / 100,00   | 0,03 | 0 / 11     | Estável |
|                         | PCTP/MRPP                      | 801     | 1,78 / 100,00   | 0,68 | 0 / 11     | Estável |
|                         | Partido Trabalhista Português  | 115     | 0,26 / 100,00   | -    | 0 / 11     | -       |
| Votos Inválidos         | Votos Inválidos                | 1 791   | 3,99 / 100,00   | 3,86 |            |         |
| Total                   | Total                          | 44 900  | 100,00 / 100,00 |      | 11 / 11    |         |
| Eleitorado/Participação | Eleitorado/Participação        | 104 237 | 43,07 / 100,00  | 4,34 |            |         |

### Assembleia Municipal
| Partido                 | Partido                        | Votos   | %               | +/-  | Vereadores | +/- |
| ----------------------- | ------------------------------ | ------- | --------------- | ---- | ---------- | --- |
|                         | Coligação Democrática Unitária | 18 949  | 42,22 / 100,00  | 2,09 | 16 / 33    | 1   |
|                         | Partido Socialista             | 11 406  | 25,42 / 100,00  | 2,81 | 9 / 33     | 1   |
|                         | Partido Social Democrata       | 5 476   | 12,20 / 100,00  | -    | 4 / 33     | -   |
|                         | Bloco de Esquerda              | 3 404   | 7,59 / 100,00   | 0,12 | 2 / 33     | 1   |
|                         | Pessoas–Animais–Natureza       | 1 859   | 4,14 / 100,00   | -    | 1 / 33     | -   |
|                         | CDS – Partido Popular          | 1 557   | 3,47 / 100,00   | -    | 1 / 33     | -   |
|                         | Partido Trabalhista Português  | 199     | 0,44 / 100,00   | -    | 0 / 33     | -   |
| Votos Inválidos         | Votos Inválidos                | 2 028   | 4,52 / 100,00   | 4,49 |            |     |
| Total                   | Total                          | 44 878  | 100,00 / 100,00 |      | 33 / 33    |     |
| Eleitorado/Participação | Eleitorado/Participação        | 104 237 | 43,05 / 100,00  | 4,33 |            |     |

### Juntas de Freguesia
| Partido                 | Partido                        | Votos   | %               | +/-  | Presidentes | +/      | Vereadores | +/-     |
| ----------------------- | ------------------------------ | ------- | --------------- | ---- | ----------- | ------- | ---------- | ------- |
|                         | Coligação Democrática Unitária | 18 730  | 41,69 / 100,00  | 3,83 | 4 / 5       | Estável | 38 / 75    | 3       |
|                         | Partido Socialista             | 11 100  | 24,71 / 100,00  | 2,76 | 0 / 5       | Estável | 21 / 75    | Estável |
|                         | Partido Social Democrata       | 4 974   | 11,07 / 100,00  | -    | 0 / 5       | Estável | 7 / 75     | -       |
|                         | Grupo de Cidadãos              | 2 995   | 6,67 / 100,00   | 0,31 | 1 / 5       | Estável | 6 / 75     | Estável |
|                         | Bloco de Esquerda              | 2 886   | 6,42 / 100,00   | 0,01 | 0 / 5       | Estável | 2 / 75     | Estável |
|                         | CDS – Partido Popular          | 1 241   | 2,76 / 100,00   | -    | 0 / 5       | Estável | 1 / 75     | -       |
|                         | Pessoas–Animais–Natureza       | 850     | 1,89 / 100,00   | -    | 0 / 5       | -       | 0 / 75     | -       |
|                         | Partido Trabalhista Português  | 142     | 0,32 / 100,00   | -    | 0 / 5       | -       | 0 / 75     | -       |
|                         | PCTP/MRPP                      | 69      | 0,15 / 100,00   | -    | 0 / 5       | -       | 0 / 75     | -       |
| Votos Inválidos         | Votos Inválidos                | 1 943   | 4,33 / 100,00   | 3,82 |             |         |            |         |
| Total                   | Total                          | 44 930  | 100,00 / 100,00 |      | 5 / 5       |         | 75 / 75    | 4       |
| Eleitorado/Participação | Eleitorado/Participação        | 104 237 | 43,10 / 100,00  | 4,37 |             |         |            |         |

## Resultados por Freguesia

### Câmara Municipal
| Freguesia                          | %     | %     | %     | %    | %    | %    | %    | %    | Votantes |
| Freguesia                          | CDU   | PS    | PSD   | BE   | CDS  | PAN  | PCTP | PTP  | Votantes |
| ---------------------------------- | ----- | ----- | ----- | ---- | ---- | ---- | ---- | ---- | -------- |
| Azeitão (São Lourenço e São Simão) | 33,54 | 26,26 | 15,27 | 6,53 | 5,51 | 4,93 | 1,50 | 0,24 | 7 784    |
| Gâmbia-Pontes-Alto da Guerra       | 59,74 | 19,08 | 8,53  | 3,37 | 1,82 | 2,06 | 1,44 | 0,27 | 2 578    |
| Setúbal                            | 49,71 | 20,37 | 13,21 | 4,90 | 3,66 | 2,64 | 1,69 | 0,13 | 15 048   |
| Sado                               | 58,95 | 23,58 | 5,64  | 3,59 | 1,70 | 1,12 | 2,59 | 0,08 | 2 587    |
| São Sebastião                      | 54,86 | 21,10 | 8,09  | 5,49 | 2,17 | 2,50 | 1,93 | 0,40 | 16 903   |
| Setúbal                            | 49,95 | 21,78 | 10,94 | 5,24 | 3,20 | 2,86 | 1,78 | 0,26 | 44 900   |

#### Azeitão
| Partido                 | Partido                        | Votos  | %               | +/-  |
| ----------------------- | ------------------------------ | ------ | --------------- | ---- |
|                         | Coligação Democrática Unitária | 2 611  | 33,54 / 100,00  | 2,92 |
|                         | Partido Socialista             | 2 044  | 26,26 / 100,00  | 4,03 |
|                         | Partido Social Democrata       | 1 189  | 15,27 / 100,00  | -    |
|                         | Bloco de Esquerda              | 508    | 6,53 / 100,00   | 0,26 |
|                         | CDS – Partido Popular          | 429    | 5,51 / 100,00   | -    |
|                         | Pessoas–Animais–Natureza       | 384    | 4,93 / 100,00   | 0,90 |
|                         | PCTP/MRPP                      | 117    | 1,50 / 100,00   | 0,18 |
|                         | Partido Trabalhista Português  | 19     | 0,24 / 100,00   | -    |
| Votos Inválidos         | Votos Inválidos                | 483    | 6,21 / 100,00   | 4,73 |
| Total                   | Total                          | 7 784  | 100,00 / 100,00 |      |
| Eleitorado/Participação | Eleitorado/Participação        | 15 809 | 49,24 / 100,00  | 3,22 |

#### Gâmbia-Pontes-Alto da Guerra
| Partido                 | Partido                        | Votos | %               | +/-  |
| ----------------------- | ------------------------------ | ----- | --------------- | ---- |
|                         | Coligação Democrática Unitária | 1 540 | 59,74 / 100,00  | 8,25 |
|                         | Partido Socialista             | 492   | 19,08 / 100,00  | 4,64 |
|                         | Partido Social Democrata       | 220   | 8,53 / 100,00   | -    |
|                         | Bloco de Esquerda              | 87    | 3,37 / 100,00   | 0,50 |
|                         | Pessoas–Animais–Natureza       | 53    | 2,06 / 100,00   | 0,62 |
|                         | CDS – Partido Popular          | 47    | 1,82 / 100,00   | -    |
|                         | PCTP/MRPP                      | 37    | 1,44 / 100,00   | 3,03 |
|                         | Partido Trabalhista Português  | 7     | 0,27 / 100,00   | -    |
| Votos Inválidos         | Votos Inválidos                | 95    | 3,68 / 100,00   | 3,59 |
| Total                   | Total                          | 2 578 | 100,00 / 100,00 |      |
| Eleitorado/Participação | Eleitorado/Participação        | 5 051 | 51,04 / 100,00  | 5,10 |

#### Setúbal
| Partido                 | Partido                        | Votos  | %               | +/-   |
| ----------------------- | ------------------------------ | ------ | --------------- | ----- |
|                         | Coligação Democrática Unitária | 7 480  | 49,71 / 100,00  | 10,68 |
|                         | Partido Socialista             | 3 065  | 20,37 / 100,00  | 6,37  |
|                         | Partido Social Democrata       | 1 988  | 13,21 / 100,00  | -     |
|                         | Bloco de Esquerda              | 738    | 4,90 / 100,00   | 0,39  |
|                         | CDS – Partido Popular          | 551    | 3,66 / 100,00   | -     |
|                         | Pessoas–Animais–Natureza       | 398    | 2,64 / 100,00   | 0,04  |
|                         | PCTP/MRPP                      | 254    | 1,69 / 100,00   | 0,71  |
|                         | Partido Trabalhista Português  | 19     | 0,13 / 100,00   | -     |
| Votos Inválidos         | Votos Inválidos                | 555    | 3,69 / 100,00   | 3,92  |
| Total                   | Total                          | 15 048 | 100,00 / 100,00 |       |
| Eleitorado/Participação | Eleitorado/Participação        | 34 165 | 44,05 / 100,00  | 4,82  |

#### Sado
| Partido                 | Partido                        | Votos | %               | +/-  |
| ----------------------- | ------------------------------ | ----- | --------------- | ---- |
|                         | Coligação Democrática Unitária | 1 525 | 58,95 / 100,00  | 1,77 |
|                         | Partido Socialista             | 610   | 23,58 / 100,00  | 0,44 |
|                         | Partido Social Democrata       | 146   | 5,64 / 100,00   | -    |
|                         | Bloco de Esquerda              | 93    | 3,59 / 100,00   | 0,41 |
|                         | PCTP/MRPP                      | 67    | 2,59 / 100,00   | 0,02 |
|                         | CDS – Partido Popular          | 44    | 1,70 / 100,00   | -    |
|                         | Pessoas–Animais–Natureza       | 29    | 1,12 / 100,00   | 0,06 |
|                         | Partido Trabalhista Português  | 2     | 0,08 / 100,00   | -    |
| Votos Inválidos         | Votos Inválidos                | 71    | 2,74 / 100,00   | 3,79 |
| Total                   | Total                          | 2 587 | 100,00 / 100,00 |      |
| Eleitorado/Participação | Eleitorado/Participação        | 4 745 | 54,52 / 100,00  | 5,40 |

#### São Sebastião
| Partido                 | Partido                        | Votos  | %               | +/-   |
| ----------------------- | ------------------------------ | ------ | --------------- | ----- |
|                         | Coligação Democrática Unitária | 9 273  | 54,86 / 100,00  | 11,58 |
|                         | Partido Socialista             | 3 566  | 21,10 / 100,00  | 7,82  |
|                         | Partido Social Democrata       | 1 367  | 8,09 / 100,00   | -     |
|                         | Bloco de Esquerda              | 928    | 5,49 / 100,00   | 0,74  |
|                         | Pessoas–Animais–Natureza       | 422    | 2,50 / 100,00   | 0,44  |
|                         | CDS – Partido Popular          | 366    | 2,17 / 100,00   | -     |
|                         | PCTP/MRPP                      | 326    | 1,93 / 100,00   | 0,63  |
|                         | Partido Trabalhista Português  | 68     | 0,40 / 100,00   | -     |
| Votos Inválidos         | Votos Inválidos                | 587    | 3,47 / 100,00   | 3,49  |
| Total                   | Total                          | 16 903 | 100,00 / 100,00 |       |
| Eleitorado/Participação | Eleitorado/Participação        | 44 467 | 38,01 / 100,00  | 4,01  |

### Assembleia Municipal
| Freguesia                          | %     | %     | %     | %    | %    | %    | %    | Votantes |
| Freguesia                          | CDU   | PS    | PSD   | BE   | PAN  | CDS  | PTP  | Votantes |
| ---------------------------------- | ----- | ----- | ----- | ---- | ---- | ---- | ---- | -------- |
| Azeitão (São Lourenço e São Simão) | 28,13 | 28,22 | 16,29 | 8,32 | 6,44 | 5,14 | 0,60 | 7 784    |
| Gâmbia-Pontes-Alto da Guerra       | 50,62 | 24,24 | 9,74  | 5,08 | 3,22 | 2,21 | 0,35 | 2 578    |
| Setúbal                            | 39,68 | 24,77 | 15,29 | 7,66 | 3,89 | 4,22 | 0,24 | 15 046   |
| Sado                               | 54,89 | 27,06 | 5,68  | 5,30 | 1,86 | 1,62 | 0,27 | 2 587    |
| São Sebastião                      | 47,76 | 24,62 | 8,94  | 7,91 | 3,80 | 2,51 | 0,59 | 16 883   |
| Setúbal                            | 42,22 | 25,42 | 12,20 | 7,59 | 4,14 | 3,47 | 0,44 | 44 878   |

#### Azeitão
| Partido                 | Partido                        | Votos  | %               | +/-  |
| ----------------------- | ------------------------------ | ------ | --------------- | ---- |
|                         | Partido Socialista             | 2 197  | 28,22 / 100,00  | 5,11 |
|                         | Coligação Democrática Unitária | 2 190  | 28,13 / 100,00  | 7,51 |
|                         | Partido Social Democrata       | 1 268  | 16,29 / 100,00  | -    |
|                         | Bloco de Esquerda              | 648    | 8,32 / 100,00   | 0,42 |
|                         | Pessoas–Animais–Natureza       | 501    | 6,44 / 100,00   | -    |
|                         | CDS – Partido Popular          | 400    | 5,14 / 100,00   | -    |
|                         | Partido Trabalhista Português  | 47     | 0,60 / 100,00   | -    |
| Votos Inválidos         | Votos Inválidos                | 533    | 6,84 / 100,00   | 5,18 |
| Total                   | Total                          | 7 784  | 100,00 / 100,00 |      |
| Eleitorado/Participação | Eleitorado/Participação        | 15 809 | 49,24 / 100,00  | 3,22 |

#### Gâmbia-Pontes-Alto da Guerra
| Partido                 | Partido                        | Votos | %               | +/-  |
| ----------------------- | ------------------------------ | ----- | --------------- | ---- |
|                         | Coligação Democrática Unitária | 1 305 | 50,62 / 100,00  | 2,74 |
|                         | Partido Socialista             | 625   | 24,24 / 100,00  | 0,24 |
|                         | Partido Social Democrata       | 251   | 9,74 / 100,00   | -    |
|                         | Bloco de Esquerda              | 131   | 5,08 / 100,00   | 0,37 |
|                         | Pessoas–Animais–Natureza       | 83    | 3,22 / 100,00   | -    |
|                         | CDS – Partido Popular          | 57    | 2,21 / 100,00   | -    |
|                         | Partido Trabalhista Português  | 9     | 0,35 / 100,00   | -    |
| Votos Inválidos         | Votos Inválidos                | 117   | 4,54 / 100,00   | 3,94 |
| Total                   | Total                          | 2 578 | 100,00 / 100,00 |      |
| Eleitorado/Participação | Eleitorado/Participação        | 5 051 | 51,04 / 100,00  | 5,10 |

#### Setúbal
| Partido                 | Partido                        | Votos  | %               | +/-  |
| ----------------------- | ------------------------------ | ------ | --------------- | ---- |
|                         | Coligação Democrática Unitária | 5 970  | 39,68 / 100,00  | 4,74 |
|                         | Partido Socialista             | 3 727  | 24,77 / 100,00  | 4,69 |
|                         | Partido Social Democrata       | 2 301  | 15,29 / 100,00  | -    |
|                         | Bloco de Esquerda              | 1 153  | 7,66 / 100,00   | 0,37 |
|                         | CDS – Partido Popular          | 635    | 4,22 / 100,00   | -    |
|                         | Pessoas–Animais–Natureza       | 586    | 3,89 / 100,00   | -    |
|                         | Partido Trabalhista Português  | 36     | 0,24 / 100,00   | -    |
| Votos Inválidos         | Votos Inválidos                | 638    | 4,24 / 100,00   | 4,76 |
| Total                   | Total                          | 15 046 | 100,00 / 100,00 |      |
| Eleitorado/Participação | Eleitorado/Participação        | 34 165 | 44,04 / 100,00  | 4,81 |

#### Sado
| Partido                 | Partido                        | Votos | %               | +/-  |
| ----------------------- | ------------------------------ | ----- | --------------- | ---- |
|                         | Coligação Democrática Unitária | 1 420 | 54,89 / 100,00  | 3,05 |
|                         | Partido Socialista             | 700   | 27,06 / 100,00  | 3,12 |
|                         | Partido Social Democrata       | 147   | 5,68 / 100,00   | -    |
|                         | Bloco de Esquerda              | 137   | 5,30 / 100,00   | 0,29 |
|                         | Pessoas–Animais–Natureza       | 48    | 1,86 / 100,00   | -    |
|                         | CDS – Partido Popular          | 42    | 1,62 / 100,00   | -    |
|                         | Partido Trabalhista Português  | 7     | 0,27 / 100,00   | -    |
| Votos Inválidos         | Votos Inválidos                | 86    | 3,33 / 100,00   | 3,54 |
| Total                   | Total                          | 2 587 | 100,00 / 100,00 |      |
| Eleitorado/Participação | Eleitorado/Participação        | 4 745 | 54,52 / 100,00  | 5,40 |

#### São Sebastião
| Partido                 | Partido                        | Votos  | %               | +/-  |
| ----------------------- | ------------------------------ | ------ | --------------- | ---- |
|                         | Coligação Democrática Unitária | 8 064  | 47,76 / 100,00  | 5,59 |
|                         | Partido Socialista             | 4 157  | 24,62 / 100,00  | 6,10 |
|                         | Partido Social Democrata       | 1 509  | 8,94 / 100,00   | -    |
|                         | Bloco de Esquerda              | 1 335  | 7,91 / 100,00   | 0,57 |
|                         | Pessoas–Animais–Natureza       | 641    | 3,80 / 100,00   | -    |
|                         | CDS – Partido Popular          | 423    | 2,51 / 100,00   | -    |
|                         | Partido Trabalhista Português  | 100    | 0,59 / 100,00   | -    |
| Votos Inválidos         | Votos Inválidos                | 654    | 3,87 / 100,00   | 4,22 |
| Total                   | Total                          | 16 883 | 100,00 / 100,00 |      |
| Eleitorado/Participação | Eleitorado/Participação        | 44 467 | 37,97 / 100,00  | 3,98 |

### Juntas de Freguesia

#### Azeitão
| Partido                 | Partido                                     | Votos  | %               | +/-  | Mandatos | +/-     |
| ----------------------- | ------------------------------------------- | ------ | --------------- | ---- | -------- | ------- |
|                         | Azeitão no Coração - Cidadãos Independentes | 2 995  | 38,47 / 100,00  | 2,38 | 6 / 13   | Estável |
|                         | Partido Socialista                          | 1 621  | 20,82 / 100,00  | 8,20 | 3 / 13   | 1       |
|                         | Coligação Democrática Unitária              | 1 288  | 16,54 / 100,00  | 7,66 | 3 / 13   | 1       |
|                         | Partido Social Democrata                    | 847    | 10,88 / 100,00  | -    | 1 / 13   | -       |
|                         | Bloco de Esquerda                           | 393    | 5,05 / 100,00   | 1,19 | 0 / 13   | Estável |
|                         | Pessoas–Animais–Natureza                    | 281    | 3,61 / 100,00   | -    | 0 / 13   | -       |
| Votos Inválidos         | Votos Inválidos                             | 360    | 4,62 / 100,00   | 3,68 |          |         |
| Total                   | Total                                       | 7 785  | 100,00 / 100,00 |      | 13 / 13  |         |
| Eleitorado/Participação | Eleitorado/Participação                     | 15 809 | 49,24 / 100,00  | 3,21 |          |         |

#### Gâmbia-Pontes-Alto da Guerra
| Partido                 | Partido                                         | Votos | %               | +/-  | Mandatos | +/-     |
| ----------------------- | ----------------------------------------------- | ----- | --------------- | ---- | -------- | ------- |
|                         | Coligação Democrática Unitária                  | 1 335 | 51,78 / 100,00  | 6,19 | 8 / 13   | 1       |
|                         | Partido Socialista                              | 606   | 23,51 / 100,00  | 0,96 | 4 / 13   | 2       |
|                         | Partido Social Democrata                        | 251   | 9,74 / 100,00   | -    | 1 / 13   | -       |
|                         | Bloco de Esquerda                               | 116   | 4,50 / 100,00   | 0,26 | 0 / 13   | Estável |
|                         | CDS – Partido Popular                           | 72    | 2,79 / 100,00   | -    | 0 / 13   | -       |
|                         | Partido Comunista dos Trabalhadores Portugueses | 69    | 2,68 / 100,00   | -    | 0 / 13   | -       |
| Votos Inválidos         | Votos Inválidos                                 | 129   | 5,01 / 100,00   | 2,16 |          |         |
| Total                   | Total                                           | 2 578 | 100,00 / 100,00 |      | 13 / 13  | 4       |
| Eleitorado/Participação | Eleitorado/Participação                         | 5 051 | 51,04 / 100,00  | 5,10 |          |         |

#### Setúbal
| Partido                 | Partido                        | Votos  | %               | +/-  | Mandatos | +/-     |
| ----------------------- | ------------------------------ | ------ | --------------- | ---- | -------- | ------- |
|                         | Coligação Democrática Unitária | 5 915  | 39,23 / 100,00  | 6,45 | 8 / 19   | 1       |
|                         | Partido Socialista             | 4 098  | 27,18 / 100,00  | 5,00 | 6 / 19   | 1       |
|                         | Partido Social Democrata       | 2 186  | 14,50 / 100,00  | -    | 3 / 19   | -       |
|                         | Bloco de Esquerda              | 1 005  | 6,67 / 100,00   | 0,09 | 1 / 19   | Estável |
|                         | CDS – Partido Popular          | 663    | 4,40 / 100,00   | -    | 1 / 19   | -       |
|                         | Pessoas–Animais–Natureza       | 569    | 3,77 / 100,00   | -    | 0 / 19   | -       |
| Votos Inválidos         | Votos Inválidos                | 641    | 4,25 / 100,00   | 4,50 |          |         |
| Total                   | Total                          | 15 077 | 100,00 / 100,00 |      | 19 / 19  |         |
| Eleitorado/Participação | Eleitorado/Participação        | 34 165 | 44,13 / 100,00  | 4,89 |          |         |

#### Sado
| Partido                 | Partido                        | Votos | %               | +/-  | Mandatos | +/-     |
| ----------------------- | ------------------------------ | ----- | --------------- | ---- | -------- | ------- |
|                         | Coligação Democrática Unitária | 1 399 | 54,08 / 100,00  | 3,91 | 6 / 9    | 1       |
|                         | Partido Socialista             | 793   | 30,65 / 100,00  | 7,39 | 3 / 9    | 1       |
|                         | Partido Social Democrata       | 161   | 6,22 / 100,00   | -    | 0 / 9    | -       |
|                         | Bloco de Esquerda              | 117   | 4,52 / 100,00   | 1,00 | 0 / 9    | Estável |
|                         | CDS – Partido Popular          | 30    | 1,16 / 100,00   | -    | 0 / 9    | -       |
| Votos Inválidos         | Votos Inválidos                | 87    | 3,37 / 100,00   | 3,75 |          |         |
| Total                   | Total                          | 2 587 | 100,00 / 100,00 |      | 9 / 9    |         |
| Eleitorado/Participação | Eleitorado/Participação        | 4 745 | 54,52 / 100,00  | 5,40 |          |         |

#### São Sebastião
| Partido                 | Partido                        | Votos  | %               | +/-  | Mandatos | +/-     |
| ----------------------- | ------------------------------ | ------ | --------------- | ---- | -------- | ------- |
|                         | Coligação Democrática Unitária | 8 793  | 52,02 / 100,00  | 9,41 | 13 / 21  | 3       |
|                         | Partido Socialista             | 3 982  | 23,56 / 100,00  | 7,76 | 5 / 21   | 3       |
|                         | Partido Social Democrata       | 1 529  | 9,05 / 100,00   | -    | 2 / 21   | -       |
|                         | Bloco de Esquerda              | 1 255  | 7,42 / 100,00   | 0,29 | 1 / 21   | Estável |
|                         | CDS – Partido Popular          | 476    | 2,82 / 100,00   | -    | 0 / 21   | -       |
|                         | Partido Trabalhista Português  | 142    | 0,84 / 100,00   | -    | 0 / 21   | -       |
| Votos Inválidos         | Votos Inválidos                | 726    | 4,29 / 100,00   | 3,66 |          |         |
| Total                   | Total                          | 16 903 | 100,00 / 100,00 |      | 21 / 21  |         |
| Eleitorado/Participação | Eleitorado/Participação        | 44 467 | 38,01 / 100,00  | 4,11 |          |         |

#### Juntas antes e depois das Eleições
| Freguesia                          | 2013-2017 | 2013-2017                      | 2013-2017      | 2017-2021 | 2017-2021                      | 2017-2021      |
| ---------------------------------- | --------- | ------------------------------ | -------------- | --------- | ------------------------------ | -------------- |
| Azeitão (São Lourenço e São Simão) |           | Grupo de Cidadãos              | 40,85 / 100,00 |           | Grupo de Cidadãos              | 38,47 / 100,00 |
| Gâmbia-Pontes-Alto da Guerra       |           | Coligação Democrática Unitária | 57,97 / 100,00 |           | Coligação Democrática Unitária | 51,78 / 100,00 |
| Setúbal                            |           | Coligação Democrática Unitária | 32,78 / 100,00 |           | Coligação Democrática Unitária | 39,23 / 100,00 |
| Sado                               |           | Coligação Democrática Unitária | 57,99 / 100,00 |           | Coligação Democrática Unitária | 54,08 / 100,00 |
| São Sebastião                      |           | Coligação Democrática Unitária | 42,61 / 100,00 |           | Coligação Democrática Unitária | 52,02 / 100,00 |